# Adolf Fürst
Adolf Fürst (2. února 1898 Veselí nad Lužnicí – 18. září 1967 Říčany) byl český lékař, chirurg a pedagog.

## Životopis
Adolf Fürst se narodil 2. února 1898 ve Veselí nad Lužnicí do rodiny lékaře Adolfa Fürsta a jeho manželky Marie. Odmaturoval na třeboňském gymnáziu a následně odešel studovat na Lékařskou fakultu Univerzity Karlovy, kde v roce 1923 získal akademický titul doktor medicíny.
Po promoci působil na II. chirurgické klinice Lékařské fakulty Univerzity Karlovy u profesora MUDr. Rudolfa Jedličky, nejprve jako operační elév a od roku 1926 jako honorovaný asistent. V roce 1934 se habilitoval z patologie a terapie chorob chirurgických. Ve stejném roce byl zvolen primářem nemocnice v Benešově u Prahy a o dva roky později i ředitelem a primářem chirurgického oddělení.
Rovněž vyučoval na ošetřovatelské škole a od roku 1945 externě přednášel na fakultě. Byl členem řady domácích i zahraničních odborných společností.
V roce 1958 se rozhodl odejít do penze. Adolf Fürst zemřel 18. září 1967 v Říčanech ve věku 69 let.